# Trzmiel rudoszary
Trzmiel rudoszary, trzmiel leśny (Bombus sylvarum) – gatunek błonkówki z rodziny pszczołowatych, podrodziny pszczół właściwych (Apinae) i plemienia Bombini.

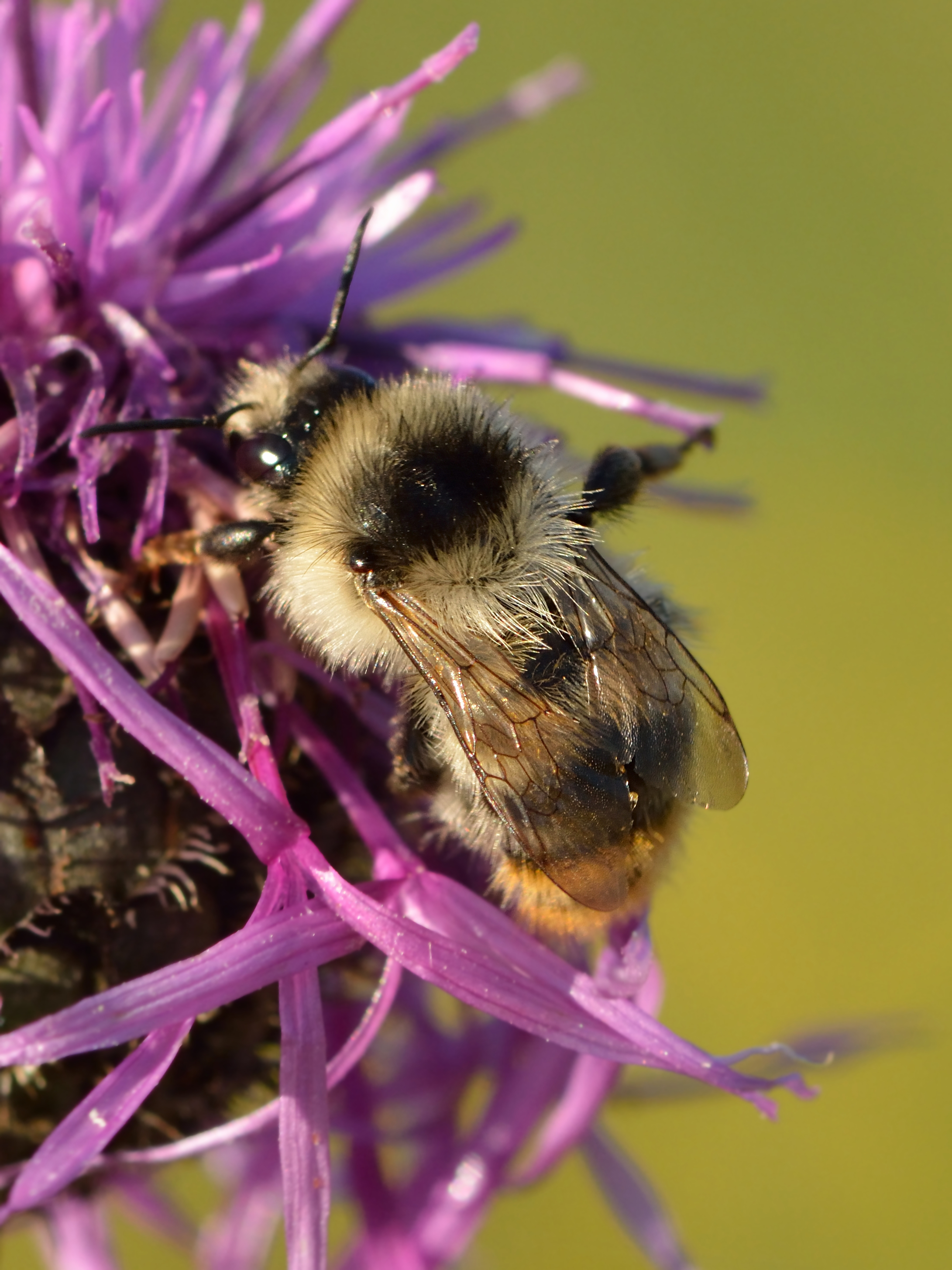

WyglądTułów pokryty żółtobrązowymi, pośrodku czarnymi włoskami, owłosienie odwłoka z przodu czarne, z jasnymi przepaskami na krawędziach tergitów, z tyłu czerwonawe.
WystępowanieGatunek palearktyczny, znany z Europy i Azji. W Europie występuje z wyjątkiem północnej Skandynawii, a w Azji w strefie umiarkowanej. Wbrew nazwie trzmiel leśny, występuje on tylko na terenach otwartych; dość liczny.
OchronaTrzmiel rudoszary, jak i pozostałe trzmiele w Polsce podlega częściowej ochronie gatunkowej.